# Красуський Михайло
Миха́йло Красу́ський (рос. дореф. Михаи́лъ Красу́скій) — автор брошури «Древність малоросійської мови» (1880 рік). Жодних даних про особу цього автора в сучасних дослідників немає, а очевидно для більшої авторитетності, його називають «польським мовознавцем», або іноді «польсько-російським» з зауваженням, що він не був українофілом. Письменник, літературознавець та бібліограф Григорій Зленко висловив припущення, що «Михайло Красуський» — це псевдонім. Часто за фото Красуського видають автопортрет російського письменника Івана Буніна, зроблений в 1937 році.
Автор в єдиній своїй роботі просуває псевдонаукову теорію про те, що українська мова є найдавнішою з індоєвропейської мовної сім'ї та прамовою інших індоєвропейських мов. У сучасній лінгвістиці його праця, через явний псевдолінгвістичний характер, повністю ігнорується мовознавцями як наукове дослідження, залишаючись відомою переважно у колах послідовників різних антинаукових і маргінальних теорій щодо походження української мови та українців.

## «Древність малоросійської мови»

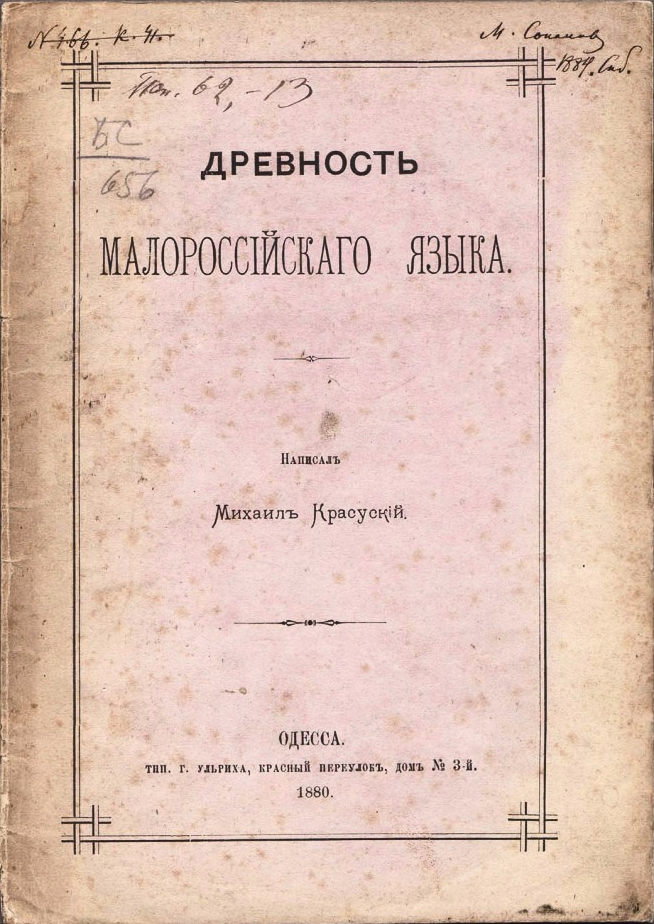
Обкладинка оригінального видання

### Зміст та історія публікацій
У 1880 році в Одесі вийшла друком брошура «Древність малоросійської мови» (рос. дореф. Древность малороссійскаго языка). Вона складається з 28 сторінок та надрукована типографією Генріха Ульріха, що розташовувалася на Красному провулку. У цій роботі автор намагався довести прадавність української мови, вдаючись до народної (помилкової) етимології, з'ясовуючи походження досить поширених слів (наприклад найменувань чисел). За його спостереженням, санскрит, польська, латинська, німецька та англійська мови мають цілу низку споріднених з українськими формами слів. Автор використовував це як аргумент, що всі мови індоєвропейської сім'ї нібито походять від української мови.
1983 року про існування брошури повідав історик-краєзнавець Олександр Знойко під час роботи IX Міжнародного з'їзду славістів в Києві, після того як її виявив Сергій Плачинда в конволюті без назви. У 1991 році вона була перевидана в оригіналі російською мовою у складі журналу «ІндоЄвропа». Того ж року її вперше видано в українському перекладі в журналі «Дніпро», а в 1997 році перевидано українською в журналі «Наука і суспільство». В 2014 році український фольклорист Віктор Давидюк приймав деякі висновки Красуського щодо числівників. В 2016 році брошуру в українському перекладі видали в журналі «Яровиця» (Луцьк), додавши нічим не підтверджений факт, що Красуський «володів десятками мов». А в 2017 році газета «Подільські вісті» (Хмельницький) приписала Красуському вже «знання 26 мов», що також є вигадкою.
У червні 2019 року брошуру популяризував такий собі Анатолій Суковач із Кременчука, що назвав себе «істориком», присвятивши їй статтю у виданні «Кременчуцький ТелеграфЪ». В серпні 2021 року, фізик-теоретик Валерій Швець, не маючи філологічної освіти, «схвально» описав працю Красуського в одеській газеті «Чорноморські новини» та на скандальному вебсайті «Народний Оглядач», що відомий розповсюдженням неправдивої інформації і як расистсько-екстремістський та ксенофобський онлайн-ресурс.

### Критика

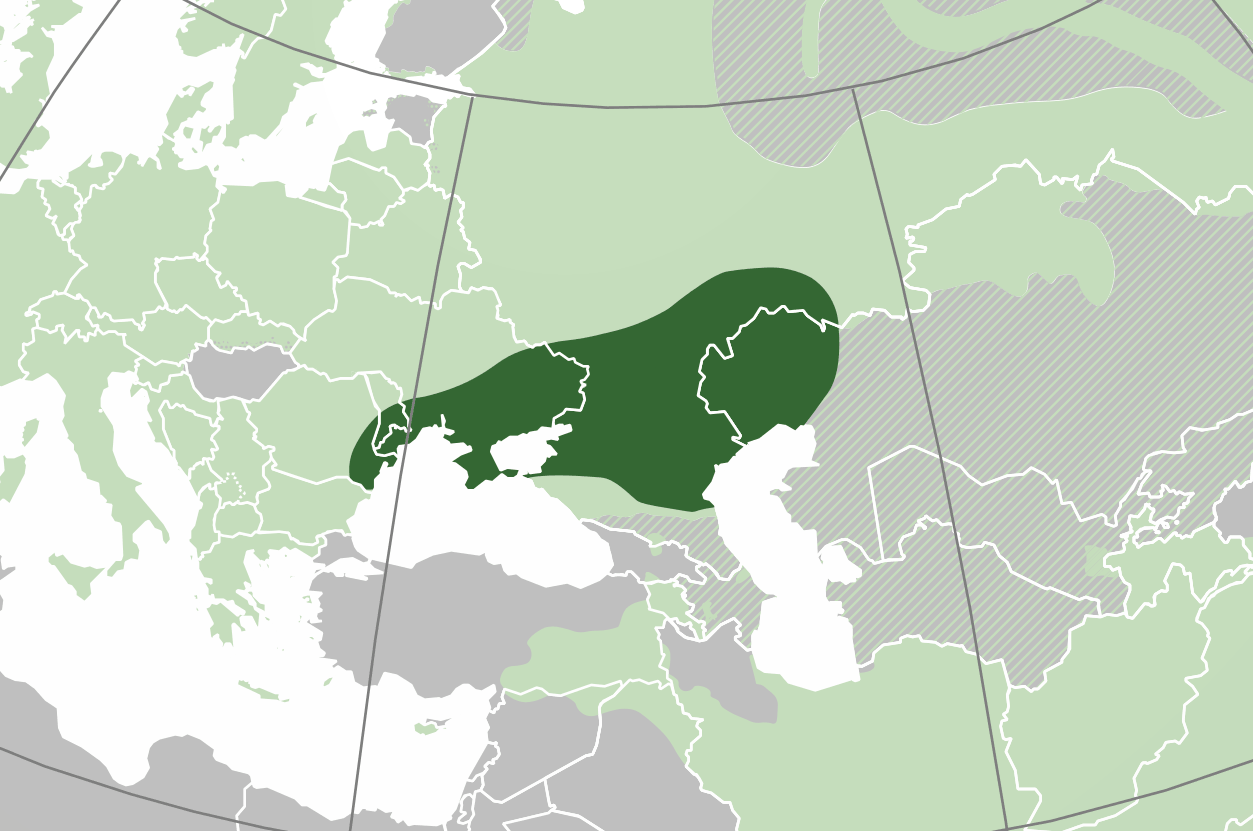
Поширення праіндоєвропейської мови (4000 р. до н. е.) згідно Курганої гіпотези — прамови всіх мов індоєвропейської сім'ї.

Відомий український філолог другої половини ХІХ століття Каленик Шейковський, у своїй рецензії 1881 року, різко розкритикував «Древність малоросійської мови». Зокрема, зауважується про «повну відсутність наукових плюсів» у праці та курйозність пояснень походження слів, що не дозволяє назвати її науковим дослідженням. Шейковський завершує рецензію словами: «Результат той, що цієї брошури не варто читати».
Український мовознавець Микола Лесюк у 1999 році закликав бути критичними до брошури Красуського, проводячи аналогію з твердженнями у книзі «Мага Віра», засновника неоязичницької, рідновірської організації РУНВіра Лева Силенка: «Звичайно, сприймати подібні твердження слід із певними застереженнями, бо тут скоріше видається бажане за дійсне, але те, що саме [територія] України й є прабатьківщиною індоєвропейської мови, підтверджують і інші вчені».

Інший український мовознавець та етимолог Григорій Півторак у 2001 році також піддав критиці «Древність малоросійської мови», зауважуючи на наївності та некомпетентності автора. Півторак пише: «Справді, це сприймається ефектно й робить відповідне враження на читача, проте нічого сенсаційного в цьому немає».
|                     | Що ж до самої праці М. Красуського, слід сказати, що поряд з деякими цікавими спостереженнями і слушними зауваженнями у ній навіть нефахівцеві впадає в око наївність і недостатня компетентність автора, бо майже вся його аргументація взята з арсеналу не лінгвістики, а так званої народної етимології, де вважається нормальним порівнювати випадково подібні за звучанням, але абсолютно різні за значенням слова… |
| — Григорій Півторак | |

| Слово        | Сучасна етимологія | Тлумачення походження М. Красуським (цитування зі збереженням авторської орфографії)                                                                                          |
| ------------ | --- | --- |
| укр. оди́н    | ст.-укр. оди́нъ < д.-рус. оди́нъ < прасл. *odìnъ < *edìnъ < пра-б.сл. *edīˀnas < пра-і.є. *h₁edʰiHnos < *h₁iHnos < *óynos                    | Одинъ происх. отъ малор. одъ-винъ, или оть онъ, оть него, разумѣя подъ этим, что счетъ начинается отъ первого пальца руки.                                                    |
| укр. два     | ст.-укр. два < д.-рус. два < дъва < прасл. *dъ̏va < пра-б.сл. *duwō < пра-і.є. *d(u)wóh₁                                                    | Два, двое, происх. отъ твои, твое, подразумѣвая здѣсь второи палецъ руки, указательный, служащій наозначеніе лицъ и предметовъ.                                               |
| укр. три     | ст.-укр. три < д.-рус. три < триѥ < прасл. *trь̏je < пра-б.сл. *tríjes < пра-і.є. *tréyes                                                   | Малор. тры проис. отъ тере, тре (треть), ибо средній палецъ треть о другіе боковые.                                                                                           |
| укр. чоти́ри  | ст.-укр. чоты́ри < четы́ри < д.-рус. четꙑ́ре < прасл. *četỳre < пра-б.сл. *ketū́res < пра-і.є. *kʷetwóres                                      | Малор. четыре, чотыры, штыры <…> проис. отъ малор. ще-тере (еще теретъ), ибо четвертый палецъ еще треть о другіе, какъ и третій.                                              |
| укр. п'ять   | ст.-укр. пѧть < д.-рус. пѧть < прасл. *pętь < пра-б.сл. *pénkti < пра-і.є. *pénkʷti < *pénkʷe                                              | Пять, пятыи, происх. отъ малор. пивъ-утятыи (въ половинѣ урѣзанный), или отъ пидтятыи (подрѣзанный).                                                                          |
| укр. шість   | ст.-укр. шесть < д.-рус. шесть < прасл. *šȅstь < пра-б.сл. *šéšti < *šéš < пра-і.є. *swéḱs                                                 | Малор. шесть, шисть, проис. отъ ще-естъ (еще есть) или покончивъ счетъ на одной рукѣ, начинается вновь, еще такъ точно на другой; слѣдовательно еще есть возможность считать. |
| укр. сім     | ст.-укр. семъ < д.-рус. семь < седмь < прасл. *sedmь < *septmъ < пра-б.сл. *septmás < пра-і.є. *septmós < *septḿ̥                           | Не подлежитъ сомнѣнію, что названіе этого числа происх. отъ малор. седымо (мы сидимъ), или остаемся безъ работы, празднуемъ этотъ день, послѣ шестидневныхъ трудовъ.          |
| укр. ві́сім   | ст.-укр. во́семъ < о́семъ < о́сьмъ < осмъ < д.-рус. осмь < прасл. *osmь < *osmъ < пра-б.сл. *aśmas < пра-і.є. *h₃eḱth̥₃mos < *oḱtowós < *oḱtṓw | Малор. висимъ, рус. восемь <…> проис. отъ малор. видъ-симъ, или витъ-симъ (отъ семи), или наступающій послѣ семи.                                                             |
| укр. де́в'ять | ст.-укр. де́вѧть < д.-рус. де́вѧть < прасл. *dȅvętь < пра-б.сл. *déwinti < *néwin < пра-і.є. *h₁néwn̥                                         | Девять происх. отъ малор. давыть (давитъ) ибо девятый палецъ надавливаетъ на восьмаго.                                                                                        |
| укр. де́сять  | ст.-укр. де́сѧть < д.-рус. де́сѧть < прасл. *dȅsętь < пра-б.сл. *déśimt < пра-і.є. *déḱm̥t                                                    | Десять проис. отъ малор. досыть (достаточно) <…> а это проис. отъ до-сыта… |
| укр. сто     | ст.-укр. сто < д.-рус. сто < съто < прасл. *sъ̀to < пра-б.сл. *śú(m)ta < пра-і.є. *(d)ḱm̥tóm                                                 | Сто происх. отъ стой!; такъ точно десять, отъ досыть, или достаточно. |
| укр. ти́сяча  | ст.-укр. ты́сѧча < д.-рус. тꙑ́сѧча < прасл. *tỳsęťa < *tỳsęti < пра-б.сл. *tū́ˀsentis < пра-і.є. *tuHsentis < *tuHsont-                       | Тысячъ проис. отъ малор. десячъ, или десятокъ, подразумѣвая здѣсь десятую сотню.                                                                                              |

### Згадки у шкільних підручниках
В першому (2017 рік) та другому (2022 рік) виданнях підручнику «Українська мова» для 9 класу загальноосвітніх навчальних закладів, за авторством братів Заболотних (видавництво «Генеза»), у вступній частині згадується Михайло Красуський, як «польський учений-лінгвіст», його праця, та цитується його антинаукове твердження, що «українська мова є найдавнішою мовою серед усіх слов'янських і взагалі європейських мов». Кандидатка філологічних наук, доцентка кафедри української мови Запорізького національного університету Оксана Меркулова, так прокоментувала згадку Красуського в шкільному підручнику: 
|  | Наведення думки Михайла Красуського, викладеної в невеликій брошурці «Древность малороссійскаго языка», сьогодні не є науково обґрунтованим тією мірою, яку можна було б уважати прийнятною для подальших цитувань навіть у шкільній підручниковій літературі. |